# أكني (آيت يوشن تسكا أودرار)
أكني هو دُوَّار يقع بجماعة تغازوت، عمالة أكادير إدا وتنان، جهة سوس ماسة في المملكة المغربية. ينتمي الدوّار لمشيخة آيت يوشن تسكا أودرار التي تضم 12 دوار. يقدر عدد سكانه بـ 248 نسمة حسب الإحصاء الرسمي للسكان والسكنى لسنة 2004.

## روابط خارجية
- البوابة الوطنية للجماعات الترابية
- المندوبية السامية للتخطيط